# 玛丽亚·威廉斯
玛丽亚·威廉斯（英語：Mariah Williams，1995年5月31日—），澳大利亚女子曲棍球运动员。她曾代表澳大利亚参加2022年英联邦运动会曲棍球比赛，获得一枚银牌。她也曾参加2016年和2020年夏季奥林匹克运动会。